# Шахта «Західно-Донбаська»
ДВАТ Шахта «Західно-Донбаська». Входить до ДХК «Павлоградвугілля». Розташована у місті Тернівка, Дніпропетровської області.
Стала до ладу у 1979 р. з проектною потужністю 1,5 млн т вугілля на рік. У 2003 р. видобуто 1140 тис. т вугілля.
Шахтне поле розкрите 2-а вертикальними центрально-здвоєними стволами. Шахта надкатегорійна за газом метаном, небезпечна за вибухами вугільного пилу. Відпрацьовує пласти с10, св
8, сн
8 потужністю 0,6-1,0 м. Кут падіння пластів 2-5о. Максимальна глибина робіт 585 м. Протяжність підземних виробок 72,6/88,4 км (1990/1999).
Пласти св
8, сн
8 небезпечні щодо вибуху вугільного пилу. Кількість очисних вибоїв 6/3, підготовчих 6/9. Видобуток вугілля здійснюють механізованими комплексами КД-80.
Кількість працівників: 3027/3394 чол., з них підземних 2325/2224 чол. (1990/1999). Надалі передбачається розвиток гірничих робіт по пласту с10, розкриття і підготовка пластів с8н і с6н західного крила.
Адреса: 51500, м. Тернівка, Дніпропетровської обл.